# Liste der Monuments historiques in Péas
Die Liste der Monuments historiques in Péas führt die Monuments historiques in der französischen Gemeinde Péas auf.

## Liste der Objekte
| Bezeichnung               | Beschreibung                                                  | Standort                       | Kennzeichnung | Schutzstatus | Datum | Bild |
| ------------------------- | ------------------------------------------------------------- | ------------------------------ | ------------- | ------------ | ----- | ---- |
| Zwei Wappenreliefs        | Holz, 15. Jahrhundert                                         | in der Kirche St-Didier (Lage) | PM51002437    | Inscrit      | 1976  |      |
| Hauptaltar                | Altartisch und Retabel; Holz, farbig gefasst, 18. Jahrhundert | in der Kirche St-Didier (Lage) | PM51000632    | Classé       | 1977  |      |
| Skulptur Madonna mit Kind | Stein, 15. Jahrhundert                                        | in der Kirche St-Didier (Lage) | PM51000631    | Classé       | 1908  |      |
| Wappenrelief              | Holz, 15. Jahrhundert                                         | in der Kirche St-Didier (Lage) | PM51002436    | Inscrit      | 1976  |      |